# Gemma Fay
Pour les articles homonymes, voir Fay.
Gemma Fay, née le 9 décembre 1981 à Perth en Écosse, est une joueuse de football internationale écossaise, évoluant au poste de gardien de but. 
Fay honore en 2017 sa 200e apparition en équipe d'Écosse, un record national.

## Carrière de footballeuse

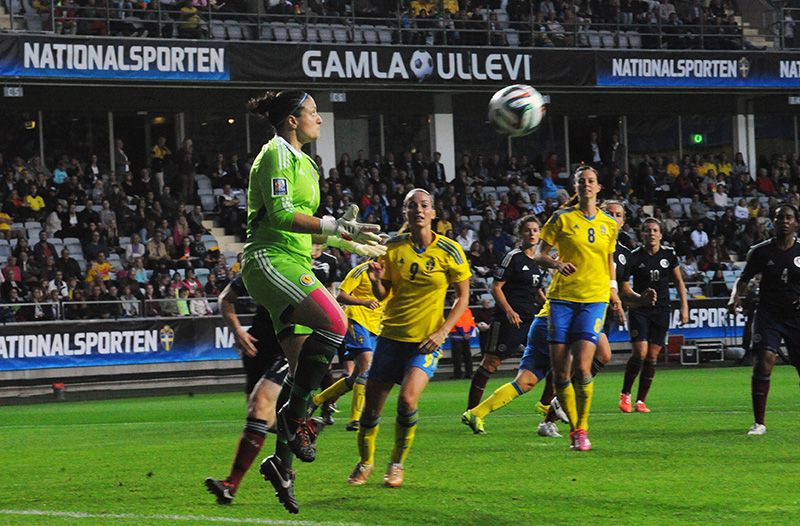
Gemma Fay

Gemma Fay honore sa première sélection en équipe d'Écosse contre la République tchèque en mai 1998, et en compte déjà 23 à ses 19 ans.
En 2009, Gemma Fay  prend la suite de Julie Fugace comme capitaine, et atteint la barre des 100 sélections, contre le Canada à la Cyprus Cup. La même année, elle signe aux Celtic Ladies, où elle joue jusqu'en 2016.
Gemma Fay  égale le record de sélections en équipe d'Écosse (141) de Pauline Hamill, en mai 2012 contre la Pologne.
Ayant perdu sa place de titulaire dans son club de Glasgow City en 2017 mais souhaitant prolonger sa carrière internationale, Gemma Fay  signe dans le club islandais de Stjarnan en avril 2017. Elle honore sa 200e sélection en juillet 2017 contre l'Irlande.

## Carrière d'actrice
En 2013, Gemma Fay fait ses débuts comme actrice dans une série télévisée britannique intitulée Rubenesque.